# أنيتا كولبي
أنيتا كولبي (بالإنجليزية: Anita Colby) هي عارضة وممثلة أمريكية، ولدت في 5 أغسطس 1914 بواشنطن العاصمة في الولايات المتحدة، وتوفيت في 27 مارس 1992 في الولايات المتحدة.

## أعمال

### أفلام
- (1944) فتاة الغلاف

## وصلات خارجية
- أنيتا كولبي على موقع IMDb (الإنجليزية)
- أنيتا كولبي على موقع قاعدة بيانات الفيلم (الإنجليزية)